# Élections législatives de 2020 en Caroline du Sud
Les élections législatives de 2020 en Caroline du Sud ont lieu le 3 novembre 2020 afin d'élire les 120 membres de la Chambre des représentants de l'État américain de Caroline du Sud.

## Système électoral
La Chambre des représentants de Caroline du Sud est la chambre basse de son parlement bicaméral. Elle est composée de 124 sièges pourvus pour deux ans au scrutin uninominal majoritaire à un tour dans autant de circonscriptions.

## Résultats
| Partis                   | Partis                   | Voix      | %     | +/- | Sièges | +/-           |
| ------------------------ | ------------------------ | --------- | ----- | --- | ------ | ------------- |
|                          | Parti républicain (R)    |           |       |     |        |               |
|                          | Parti démocrate (D)      |           |       |     |        |               |
|                          | Autres partis            |           |       |     |        |               |
|                          | Indépendants             |           |       |     |        |               |
|                          |                          |           |       |     |        |               |
| Votes valides            |                          |           |       |     |        |               |
| Votes blancs et nuls     |                          |           |       |     |        |               |
| Total                    | Total                    | 2 532 555 | 100   | -   | 124    | en stagnation |
| Abstentions              |                          |           |       |     |        |               |
| Inscrits / participation | Inscrits / participation | 3 513 225 | 72,09 |     |        |               |